# Klanc
Klanc is een plaats in Slovenië en maakt deel uit van de gemeente Dobrna in de NUTS-3-regio Savinjska. De plaats telde 460 inwoners op 1 januari 2020.